# شهرستان فرانکلین (تنسی)
شهرستان فرانکلین، تنسی (به انگلیسی: Franklin County, Tennessee) یک سکونتگاه مسکونی در ایالات متحده آمریکا است که در تنسی واقع شده‌است.

## خصوصیات
شهرستان فرانکلین ۱٬۴۹۱ کیلومترمربع مساحت دارد.